# Melanotis hypoleucus
Melanotis hypoleucus е вид птица от семейство Mimidae.

## Разпространение
Видът е разпространен в Гватемала, Мексико, Салвадор и Хондурас.